# Montfort-l'Amaury

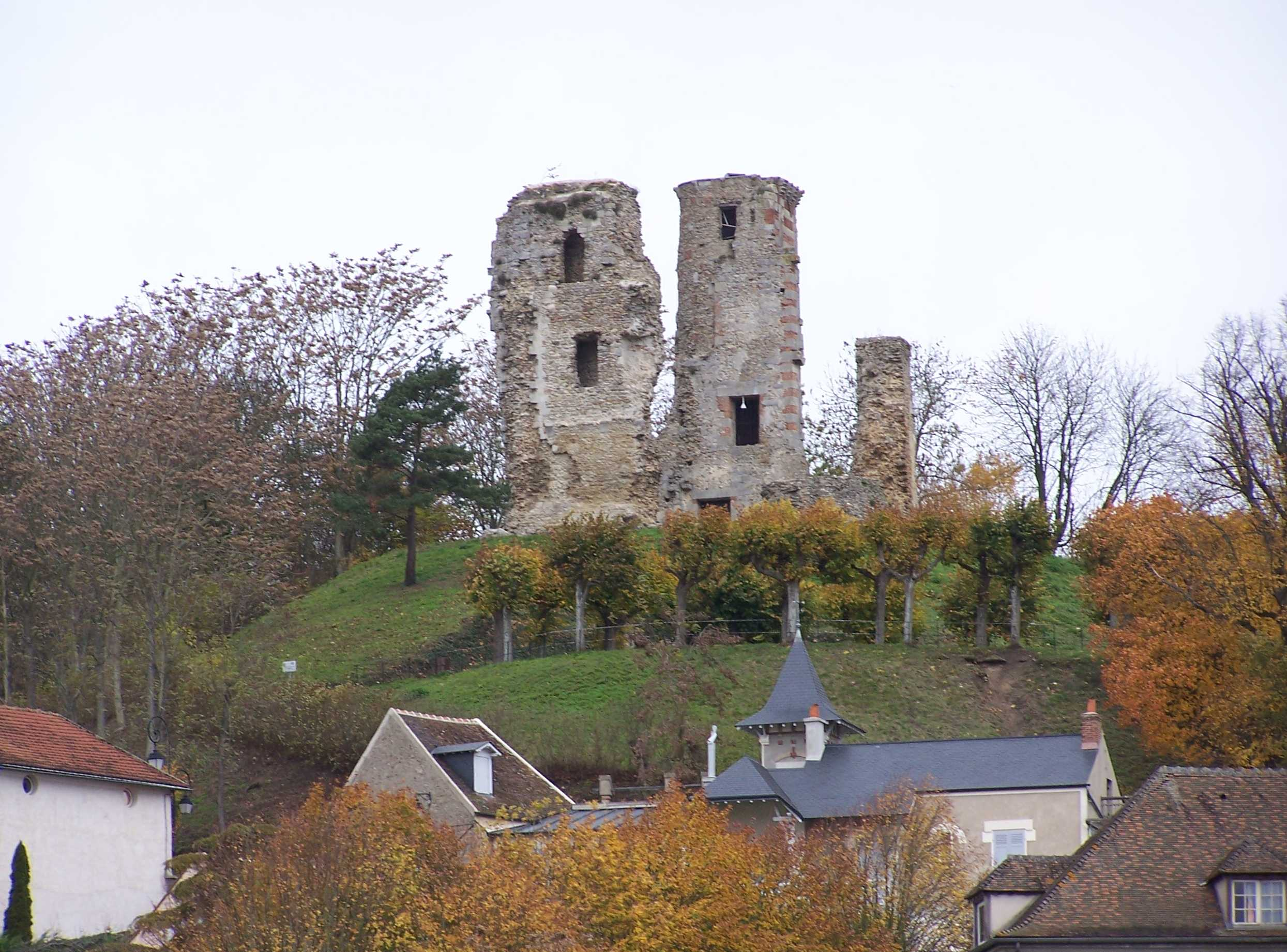
Ruïnes del castell

Montfort-L'Amaury és una població francesa del departament d'Yvelines i a la regió Illa de França.
Forma part del cantó d'Aubergenville, del districte de Rambouillet i de la Comunitat de comunes Cœur d'Yvelines.
Està situada a 100 metres d'altitud sobre el nivell del mar, en el pendent d'un turó que domina el Mauldre, afluent del Sena. Posseeix una església d'estil renaixentista en la qual hi ha un bella sala d'orgue del regnat de Francesc I, i bells vitralls del segle xvi.
Un altre monument notable és el portal Bardou, al peu de les ruïnes d'un castell del qual només en resten la massa informe de la torre de l'homenatge, les restes d'una capella romànica i una bella torrassa d'escala, del temps de Carles VIII.
En el cementiri també hi ha galeries de pedra i fusta del segle xvii, la casa feudal de Montfort era en els segles XI, XII i XIII, una de les més poderoses de França. Durant molt de temps tingué vinculat el comtat d'Evreux i va estendre llurs ramificacions fins a Anglaterra, on donà origen al comtat de Leicester.
Als voltants de París assolí a posseir nombrosos castells i, finalment, d'elles es derivà l'última dinastia ducal de Bretanya. Simó de Montfort cap de a croada contra els albigesos, i el seu fill el conestable Amaurí, són els membres més coneguts de la família de Montfort.